# جيمس لايت
جيمس لايت (7 أغسطس 1803 - ) (بالإنجليزية: James Light)‏ هو لاعب كريكت بريطاني.